# Contea di Wei
La contea di Wei (魏县S, Wèi XiànP) è una contea della Cina, situata nella provincia di Hebei e amministrata dalla prefettura di Handan.